# モンスターハンター オラージュ
『モンスターハンター オラージュ』は、真島ヒロによる日本の漫画作品。講談社の漫画雑誌『月刊少年ライバル』2008年5月号（創刊号）から2009年6月号に掲載されていた。累計発行部数は2009年時点で180万部を突破している。
タイトルのオラージュ（ORAGE）とはフランス語で「嵐」の意味。

## 概要
カプコンのコンピュータゲーム『モンスターハンター』の世界を背景に独自の要素を加えられており、オリジナルの武器やモンスターが前面に押し出されているのが特徴。欄外にも、「『モンスターハンター オラージュ』は実際のゲームとは若干異なる独自の設定が追加されています」との断り書きがある。

## あらすじ
時は狩りの世界。主人公シキ・リュウホウは自分の師匠の夢であり自分自身、封印のハンターとしての役目でもある輝龍ミオガルナの封印（討伐）のため旅に出る。

## 登場人物

### 主要人物
シキ・リュウホウ
主人公。グレリィの弟子で、封印のハンターの称号を持ち、夢はミオガルナ討伐。
武器はミオガルナの鱗と思しき素材から作られた、風属性という異端の双剣、双風刃【颪（おろし）】。後にデルマイオスの素材で双風刃【嵐】に強化。さらに双風刃【神嵐】に強化。
楽天的かつ能天気な性格で、相手が怒っていても気にしない。師匠譲りで声がでかい。肩書きの割に狩りの知識は皆無で、イャンクックすら見たことがないという。
幼い頃に村の火災で両親と故郷を失い、たった一人で草食獣相手に素手で狩りをして生活していたところをグレリィと出会い、素質を見抜かれ引き取られた。
アイリィ・ジェスカー
アカマーヤの街のギルドで働いていたハンターで、グレリィの娘。
武器は太刀の鉄刀【神楽】。後に斬破刀→鬼神斬破刀と強化。デルマイオス素材の防具を装備。
強気な性格で男勝り。その一方で、おばけが大の苦手という一面もある。スタイルに関しては、巨尻の持ち主。
以前の仲間が自分に内緒でギルドのルールを破って密猟をしていたことを告発したために、知らずに密猟に加担していた自分も封印士選定試験の受験資格を失ってしまう。その上、仲間に裏切り者呼ばわりされた挙句、父親のことを侮辱されてしまった。それ以来、仲間を信頼する事が出来なくなり、パーティも組まなくなってしまった。その為、シキやサクヤに対しても素直になれないところがあったが、ガノトトス戦でトラウマを乗り越え、仲間を信じる心を取り戻す。
サクヤ
武器職人の少女。初登場時は病み上がりで、左眼と額に包帯をまいていた。両親に関しては、父は名工だったが、幼い頃に姿を消してしまい、母も父がいなくなった後、デルマイオス絡みで亡くなった。
片手剣を使っていたが、デルマイオス討伐後はライトボウガン種を武器にして、ライトボウガンのジャスティスショットに変更。さらにベルティネスに強化。
おとなしい性格かつ巨乳の持ち主であるが、本人は巨乳であることにコンプレックスを感じている。
長い間目標だったデルマイオスをシキたちの協力を得て討伐に成功。デルマイオスは、幼少時のサクヤの病気を治すために必要な特別な薬草を取りに行った父の仇であり、図らずも仇を取る形となった。その後はシキ、アイリィと共にミオガルナ討伐の旅に出ることを決めた。以降は、パーティの参謀格となる。
クーロン・ベルーサス
武器はガンランスの近衛隊正式銃槍。防具はギルドナイトシリーズ、後にレウスシリーズを装備。
当初は、猟団・地獄の猟犬のリーダー。よく言葉を間違えたり、使う場面を誤ったりと、物覚えが悪い。その腕前と、ギルドの裏に顔が利く権力者の息子であることから、皮肉をこめて「王子」のあだ名で呼ばれている。
アカマーヤでシキがクエストに先に越されたのを機にシキに敵対心を抱き、自身も封印のハンターになるべく単独で行動するようになり、更にはギルドのルールを無視してモンスターを狩り始める。その際にシャドウと出会い、手を組むことになる。その後、彼の手引きにより公式封印士選定試験を経て封印のハンターに認められる。「星崩し」の際にシャドウの不正を暴き、単身ミオガルナを探す。

### ギルド関係者
カーク
王立古生物書士隊に所属する、見習い書士官。シャドウの存在を知っている。
タイトルのオラージュもカークが嵐と書いてオラージュと呼んだのがきっかけ。
ミオガルナ討伐後も度々シキ達と出会い、数々の物語を世に出版しようとし、封印のハンターを隠しておきたい一部の勢力により阻止されつつも書き続け、彼の死後「ORAGE SAGA」全13編の書物として世に出し、未来のハンター達へと読み継がれた。
ゴードン
ハンターズギルド密猟対策課に所属する大柄な男。狩猟笛を扱う。アイリィが再び過ちを犯さないか調査するため、ハンターを装い海上でのガノトトス討伐クエストに一時的に加わった。討伐後、わざと密猟を持ちかけて試し、アイリィが真っ先にそれを拒否したことにより、再犯の可能性は無いと確信し、後日それを報告する。

### その他
グレリィ・ジェスカー
シキの師匠であり、アイリィの実父でもある。声がでかい。現役を退いた後、主人公の生まれた街で教官をしていたが、火薬の調合に失敗し死去。大剣の使い手だったらしいが、それ以外の武器も扱えたという。
公式封印士選定試験には合格していたが、シキに自分以上の可能性を見出し封印のハンターの資格を譲り、ハンターになるための修業を積ませた。出会いの時にクシャルダオラの発生させる風を読んで近づけた事からシキに風属性の才能があると双剣を与えて特訓させた。
シャドウ
武器は試作品の鞭。防具はデスギアシリーズを装備。裏で密猟、武器の開発を行なっており、アイリィの仲間の密猟の黒幕でもあった。シキに個人的な恨みを持っているらしく、同じくシキに恨みを持つクーロンに近づいてくる。
かつては風の武器の開発を行っていた研究者であったが、使いこなせるものがいなかったことから実用に至らなかった。シキを恨むようになったのは先を越された思いからである。星崩しもシキをおびき寄せて風の武器を奪うために彼が主催していたのだが、結果としてクーロンに嵌められ逮捕されることとなった。
ダリオ・シェルビー/ノークス・レナム/ムスゥ・ロコア
アイリィのかつての仲間。アイリィの試験ための旅費を手早く稼ぐという名目で密猟を行った（アイリィには秘匿していた）が、実際のところは自分たちの私利私欲のためである。密猟を知ったアイリィに自首を勧められるが、暗に脅して口止めしようとするも、アイリィの告発によって拘束される。その後、先に釈放されたアイリィが面会に来た際、彼女の夢を嘲笑し、父親を嘘つき呼ばわりしたことでアイリィの逆鱗に触れ、人間不信に陥らせる。
テリー
サクヤの父親。サクヤの病気を治すための薬草を探しに出かけそれを発見するも、そこでデルマイオスの石化液を食らい命を落とす。師であるキバリオンの「風属性の精製理論」を元にシキの双剣「颪」を製造したのもこの人物である模様。
キバリオン
竜人族の武器職人の老人。「ほえばー」が口癖。サクヤの父・テリーやグレリィとも面識がある。「風属性の精製理論」を構築したのもこの人物。
ザック/エミル
封印のハンターの二人組。関西弁を話す。ザックは男性で使用武器はランス。エミルは女性で使用武器は弓。
シキらに先駆け迷宮に向かうも、ギルクゥザにやられ命からがら逃げる。
この二人は、作者がモンハンで知り合った友達がモデル（本人からは許可を得ている）。

## 用語
封印のハンター
ミオガルナの討伐を目的としたハンター。本部は「大老殿」で、長は「大長老」と文字通り巨人のように大きな長老。
全狩猟区特別狩猟許可証の紋章を持ち、これがあれば、ギルドへの報告義務があることを除き、ギルドのルールに縛られること無く自分の判断で狩りを行える。
許可証は年に一度開かれる公式封印士選定試験に合格すれば手に入れることができるが、シキはグレリィから受け継ぎ、クーロンはシャドウの手引でこの称号を得ている。
試験合格の際に右手首に紋章の焼印をされるが、熱くない不思議な炎で焼印される。
狩猟大会【星崩し】
封印のハンターのみが参加できる非公式の大会。レア度の高い武器を賭けて特定地域に集まる多数のモンスターを狩猟し、最も結果の良かったものが優勝とされている。
優勝者にはミオガルナの居場所を記した地図が与えられるとされるが、幻であるはずのミオガルナの居場所がなぜ判明しているのか疑問を持つ者達もいた。
実はシャドウが主催している私利私欲の為の大会であり、集められた選手も封印のハンターではなく彼が適当に集めたハンターで、優勝者も最初からクーロンと決められていた。
それによりシャドウはまんまと大量のモンスターの素材やハンターの武器をせしめることに成功するが、クーロンはすでにこのことをギルドに通報していたためシャドウは逮捕されることとなった。

## 地名
アカマーヤ
休火山・アリクビ山のふもとに拓かれた街でシキとアイリィ・クーロンの出会いの地。豊富な鉱物資源を求めるハンター達が拠点にした事により発展した街で、日々ハンターギルドには大勢のハンター達が集まっている。近年リオレイアが出没していたが、シキとアイリィにより討伐された(当初クーロン率いるパーティー「地獄の猟犬」が討伐したと思われたが、とどめを刺していなかったため生存していた)。
沼地
シキ・アイリィとサクヤが出会った地。サクヤの父で高名な武器職人・テリーが工房を構えていたが行方不明となり（本当はデルマイオスにより命を落としていた）、母親も沼地に巣を構えていたデルマイオスにより命を落とし、母の仇を討つべく沼地中の鉱物を採取し尽くしてでもデルマイオスを倒そうとしていた。
サンカルッカ
砂漠地帯にある町でクーロンとシャドウの出会いの地。ダイミョウサザミの大量発生地でもあるらしく、クーロンがシャドウと出会った時は乱獲していた。
王国首都
物語の舞台となる大陸の王国の首都で、首都近辺はモンスターは徘徊していないため住民はモンスターを見ずに一生を終えるものも少なくない。「王立古生物書士隊」なるモンスターの生態を調査する部隊が編成されており、ハンターのために日々大陸各地で調査をしている。
大老殿
「封印のハンター」の総本部。一年に一度「全狩猟区特別許可証」の試験をしており、合格すると晴れて封印のハンターになれる。
古都ギル・ガメス
太古の昔に「黄金宮」と呼ばれる程に巨大な地下帝国で、文献では度重なる戦争と地震で衰退し砂漠に埋もれたと書かれており、現在は遺跡となっている場所。
ハンターの間で「迷いの迷宮」と呼ばれているとおり遺跡内部は広大な迷路となっており、古代の罠と大量のモンスターによりギルドはハンターの生存確率０％とみなして「禁猟区」とし、封印のハンターしか立ち入れないことにしている。

## アイテム
睡眠笛
モンスターを眠らせることができる。

## 武器
風属性
原作ゲームには登場しない属性。使用時には風をまとい、鬼人化の構えをとると周囲に風が立ち昇る。後にMHF - G5から「風属性」が追加されたがこれは雷属性と氷属性の複属性であり漫画版とは異なる。
狩猟鞭、多節鞭
正確な名称も決まっていない試作品の武器。鞭と名が付いているが、構造的にはむしろ蛇腹剣や多節棍に近い武器。

## モンスター
ミオガルナ
別名 - 輝龍(きりゅう)
シキとアイリィの討伐目標。古代の言葉で「最後の星」という意味のとおり星のように輝く体を持ち厄災をもたらすと伝えられているが、それ以外は謎に包まれている。そのため、半ば伝説化しており、その存在を信じるものは少ない。
デルマイオス
全身が羽毛に包まれている巨大な鳥のようなモンスターで(今まで一般に狩られていたものは全て幼体であった事がシキ・アイリィ・サクヤのギルドの報告で明らかになった)、敵を硬化させる油土のようなものと、強力な胃酸を吐く。幼体はイャンクックと同じ強さらしいが、成体はフルフルを食料とするほど強力。肉質が柔らかいのどが弱点。
ナコ・アグール
別名 - 氷爪獣(ひょうそうじゅう)
豹に似た牙獣種のモンスター。身軽で非常に素早いが、地面を叩き割って周囲一帯を攻撃する荒業を繰り出す。台詞によると、このモンスターとは別に豹が存在するらしい。
ギルクゥザ
別名 - 骸竜(むくろりゅう)
"黄金宮"と呼ばれるほど巨大な帝国だった古都ギル・ガメスに生息している。筋肉が極端に薄く、骨格が強調されているため、骸竜と名付けられた。
口からは黒いガスを吐き出し、咆哮に似た超音波を出し、相手の動きを止める。

## 単行本
1. 2008年8月4日発行 ISBN 978-4-06-380001-2
  - 限定版（キーチェーン、ラージャンコイン、イャンクックコイン、コインホルダー付属）2008年8月4日発行 ISBN 978-4-06-362121-1
2. 2008年12月4日発行 ISBN 978-4-06-380017-3
  - 限定版（ババコンガコイン、ガノトトスコイン付属） 2008年12月4日発行 ISBN 978-4-06-362123-5
3. 2009年4月3日発行 ISBN 978-4-06-380036-4
  - 限定版（クシャルダオラコイン、モノブロスコイン、コインホルダー、ピンナップ付属） 2009年4月3日発行 ISBN 978-4-06-362139-6
4. 2009年8月4日発行 ISBN 978-4-06-380060-9
  - 限定版（ラオシャンロンコイン、ミオガルナコイン、メモリアルイラストレーションブック、ピンナップ付属） 2009年8月4日発行 ISBN 978-4-06-362147-1

新装版
1. 2013年9月4日発行 ISBN 978-4-06-376838-1
2. 2013年10月4日発行 ISBN 978-4-06-376896-1